# The Adam Project
The Adam Project is een Amerikaanse sciencefictionfilm uit 2022 onder regie van Shawn Levy. Oorspronkelijk gestart in 2012 met Tom Cruise, ondervond de film ontwikkelingsuitdagingen totdat Netflix de distributierechten verwierf, wat leidde tot de uiteindelijke release in maart 2022. 

## Plot
Wanneer gevechtspiloot Adam Reed in het jaar 2022 neerstort na een mislukte tijdreisroof, komt hij zijn 12-jarige zelf tegen, een jongen die zijn vader recent verloren heeft. Beide versies van Adam Reed worden tegelijkertijd achtervolgd door Maya Sorian, die, als het hoofd van haar bedrijf Sorian, een monopolie op tijdreizen wil verkrijgen.

## Rolverdeling
| Acteur           | Personage   |
| ---------------- | ----------- |
| Ryan Reynolds    | Adam Reed   |
| Walker Scobell   | Adam Reed   |
| Mark Ruffalo     | Louis Reed  |
| Zoë Saldana      | Laura Shane |
| Catherine Keener | Maya Sorian |
| Jennifer Garner  | Ellie Reed  |